# Kjerstin Andersen
Kjerstin Andersen   (Porsgrunn, 23 de novembre de 1958) és una exjugadora d'handbol noruega que va competir durant la dècada de 1980. Jugava de porter.
El 1988 va prendre part en els Jocs Olímpics de Seül, on guanyà la medalla de plata en la competició d'handbol. En el seu palmarès també destaca una medalla de bronze al campionat del món d'handbol de 1986. Jugà un total de 104 partits amb la selecció nacional.
A nivell de clubs jugà al Gjerpen IF.